# Rolf Söderling
Rolf Hjalmar Söderling, född 5 april 1933 i Helsingfors, död 2 maj 2000 i Liljendal, var en finländsk frilansjournalist, författare och kulturell mångsysslare. 
Söderling avlade folkskollärarexamen 1956 och innehade olika lärarbefattningar samt var 1960–1964 informationschef vid sparbanken i Borgå. Han inledde amatörteaterverksamhet på Postbacken i Illby och satte upp flera folkliga pjäser som vann stor uppskattning. År 1976 tog han initiativ till evenemanget Dikt och ton, numera Liljendalvisan. Han utgav bland annat Skorv på knäna: Dikter och sånger (1977), Visor och verser (1977) samt Gåsfröken som ville bli skådespelerska (1999). Han skrev omkring 20 pjäser, ett stort antal tidningsartiklar och kåserier samt producerade ett 100-tal radio- och tv-program. Han var sommarpratare i Sveriges Radio den 18 augusti 1974.